# Компьютерра
«Компьюте́рра» — компьютерный еженедельник, издававшийся с 14 сентября 1992 года по 15 декабря 2009 года одноимённым издательским домом. Всего вышло 812 номеров журнала. Учредитель и владелец журнала — Дмитрий Мендрелюк. После закрытия бумажной версии продолжает работу как сайт «Computerra.ru».

## Общая информация
В начале 1992 года руководителем компьютерной секции и членом совета директоров Московской товарной биржи Дмитрием Мендрелюком была создана ежедневная рассылка электронной почтой с новостями о компьютерном рынке России под названием «Компьютерра». На тот момент в России уже существовал ряд изданий о компьютерах («Computerworld», «PC World», «КомпьютерПресс» и др.), но предоставляли они лишь зарубежную информацию. Само слово «Компьютерра» расшифровалось как «компьютерное российское агентство», позже оно стало осмысляться с окончанием -терра (лат. terra — «земля»). Удавалось продать около 20 рассылок за 100 долларов, клиентами были в основном компании. Низкая рентабельность и немасштабируемость модели заставили перейти от электронно-подписной к печатно-рекламной модели, подражающей успеху газеты «Коммерсантъ».
Учредителями газеты стали фирма «Стиплер» в лице Владислава Улендеева и фирма Computerland в лице Михаила Капырина (Computerland внёс только половину взноса, поэтому из числа учредителей был исключён). В 1995 году Мендрелюк выкупил их долю и стал единоличным директором агентства. «Минус первый» номер газеты вышел 14 сентября 1992 года для учредителей тиражом 20 экземпляров. Номер был свёрстан в офисе фирмы «Интермикро», отпечатан на принтере и размножен на ксероксе; он представлял собой восемь листов формата А3, скрепленных канцелярской скрепкой. А 19 октября 1992 года в типографии «Московская правда» вышел «нулевой» номер газеты тиражом 25 тысяч, стоимость печати составила 300 долларов. Часть экземпляров «нулевого» номера «Компьютерры» бесплатно раздавалась на выставке «Информатика», что было успешным рекламным ходом.
Поначалу газета стоила около 200 рублей и была чёрно-белой, с апреля 1993 становится 16-полосной, с августа 1994 — цветной, а в августе 1995 года вышел журнал формата А4 объёмом более 40 страниц.
«Звёздным» временем для «Компьютерры» стала вторая половина 1990-х — начало 2000-х годов (главный редактор в этот период — Евгений Козловский, зам. главреда — Леонид Левкович-Маслюк). Тираж достигал 60—120 тыс. экземпляров. В 2002 году начался выпуск журнала «Компьютерра-Adviser», главным редактором этого проекта стал Сергей Вильянов. Издательским домом Дмитрия Мендрелюка был открыт также целый ряд сторонних проектов — «Компьюлента», «Инфобизнес», Game.EXE, «Домашний компьютер» и другие (многие из них были впоследствии закрыты). Однако популярность и прибыльность печатного издания стала постепенно снижаться, что вынудило Дмитрия Мендрелюка объявить о закрытии журнала в декабре 2009 года. На момент закрытия тираж составлял 40 тысяч экземпляров. Отныне журнал имеет только электронную версию — «Компьютерра онлайн», которая появилась ещё в 1997 году и не имела к журналу прямого отношения.

## Главные редакторы
Главные редакторы бумажной версии журнала:
- Дмитрий Мендрелюк (1992—1994, 2006)
- Алексей Дементьев (1994—1995)
- Юрий Зайнашев (1995)
- Георгий Кузнецов (1995—1998)
- Евгений Козловский (1998—2004)
- Сергей Леонов (2004—2006)
- Владимир Гуриев (2007—2008)
- Владислав Бирюков (2008—2009)
- Дмитрий Ишков (с 2023 г. по н.в.)